# Mid Ulster Ladies Football Club
Maillots
Actualités
Mid-Ulster Ladies Football Club est un club nord-irlandais de football féminin basé à Cookstown. Le club a été fondé en 2000 et dispute actuellement la première division du Championnat d'Irlande du Nord de football féminin.
Le club nait de la volonté de Elaine Junk, future présidente de la Ligue nationale de football féminin, constatant que de nombreuses joueuses licenciées au Dungannon Swifts Football Club venait de la ville de Cookstown et que dans cette ville le club y faisait de la formation. Dès 2002, le nouveau club se hisse en NIFL Division 2 soit le quatrième niveau national. Une restructuration du football féminin en Irlande du Nord les replace pour la saison 2004 en Mid Ulster League. Un an plus tard le club obtient sa promotion en première division nationale.